# Paul McCartney
Sir James Paul McCartney CH, MBE (Liverpool, 18 de junho de 1942) é um cantor, compositor, multi-instrumentista, empresário, produtor musical, cinematográfico e ativista dos direitos dos animais britânico. McCartney alcançou fama mundial como membro da banda de rock britânica The Beatles, com John Lennon, George Harrison e Ringo Starr. Lennon e McCartney foram uma das mais influentes e bem-sucedidas parcerias musicais de todos os tempos, "escrevendo as canções mais populares da história do rock". Após a dissolução dos Beatles em 1970, McCartney lançou-se numa carreira solo de sucessos e formou uma banda com sua primeira mulher Linda McCartney, os Wings. Ele também trabalhou com música clássica, eletrônica e trilhas sonoras.
Em 1979, o Livro Guinness dos Recordes declarou-o como o compositor musical de maior sucesso da história da música pop mundial de todos os tempos. McCartney teve 29 composições de sua autoria no primeiro lugar das paradas de sucesso dos EUA, 20 das quais junto com os Beatles e o restante em sua carreira solo ou com o grupo Wings.
Paul McCartney é o canhoto e baixista mais famoso da história do rock, embora também toque outros instrumentos, como bateria, piano, guitarra, teclado, etc. É considerado como um dos mais ricos músicos de todos os tempos. Foi eleito, em 2008, o 11.º melhor cantor de todos os tempos pela revista Rolling Stone. Fora seu trabalho musical, McCartney advoga em favor dos direitos dos animais, contra o uso de minas terrestres, a favor de comida vegetariana e da educação musical. Em 1997 foi publicada a biografia intitulada Many Years From Now, autorizada pelo músico e escrita pelo britânico Barry Miles. Sua empresa MPL Communications detém os direitos autorais de mais de 25 mil canções, incluindo todas as canções escritas por Buddy Holly.
Como os outros três membros da banda, McCartney foi agraciado, em 1966, como Membro do Império Britânico. Porém, foi o primeiro membro dos Beatles a ostentar o título de "Sir", honraria que lhe foi concedida pela Rainha em 1997. Paul McCartney é vegetariano e já declarou à imprensa como tomou essa decisão: "Há muitos anos, estava pescando e, enquanto puxava um pobre peixe, entendi: eu o estou matando, pelo simples prazer que isso me dá. Alguma coisa fez um clique dentro de mim. Entendi, enquanto olhava o peixe se debater para respirar, que a vida dele era tão importante para ele quanto a minha é para mim". É membro honorário e participante ativo das campanhas do PETA (People for the Ethical Treatment of Animals, ou Pessoas pelo Tratamento Ético dos Animais, em português).

## Juventude
Paul nasceu no Hospital Geral de Liverpool, Inglaterra, onde sua mãe, Mary, tinha trabalhado como enfermeira na maternidade alguns anos antes. Ele tem um irmão, Michael, que nasceu no dia 7 de janeiro de 1944. Foi batizado com o nome de James Paul McCartney na igreja católica; sua mãe era católica e o pai, protestante; posteriormente tornou-se agnóstico. Como muitos de Liverpool, os McCartney tinham ascendência irlandesa.

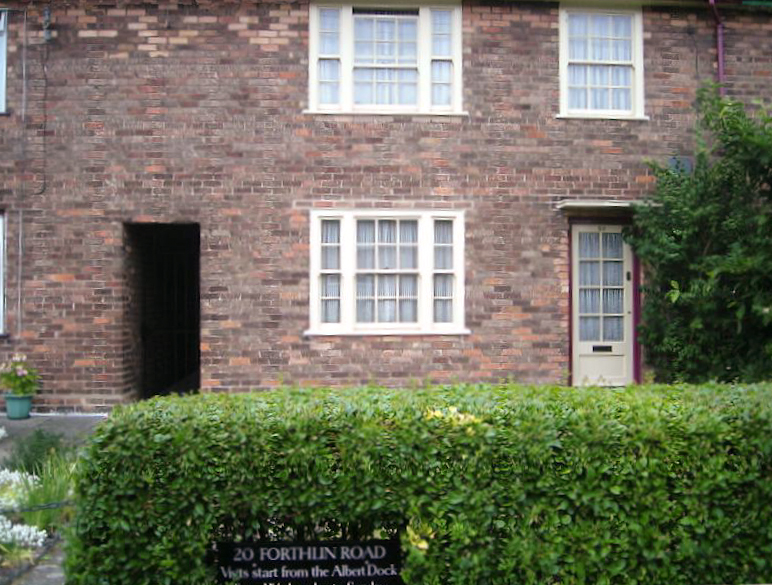
A casa de infância de Paul, em 2006. A casa atrai turistas e fãs

Aos 11 anos, Paul passou a frequentar a escola Liverpool Institute. Foi no ônibus a caminho da escola que Paul conheceu George Harrison. Em 1955, os McCartney mudaram-se para 20 Forthlin Road, em Allerton (subúrbio de Liverpool). Atualmente a casa dos McCartney faz parte do The National Trust (organização que protege e conserva locais de interesse histórico na Inglaterra).
No dia 31 de outubro de 1956, aos 14 anos, Paul perdeu a mãe, que morreu de embolia após uma mastectomia para conter o câncer de mama. Esse acontecimento faria, posteriormente, com que Paul se sentisse próximo a John Lennon, que também perdeu a mãe precocemente, aos 17 anos.
O pai de Paul, Jim, trabalhava vendendo algodão. Ele tocava trompete e piano e teve uma banda de dança de salão com 20 anos. Após a morte da mulher, Jim começou a estimular Paul a se interessar pela música comprando-lhe um trompete. Mas Paul não se interessou pelo trompete, porque não conseguia cantar enquanto tocava. Seu interesse pela música só começou quando o skiffle tornou-se popular na Inglaterra. Ao ganhar o primeiro violão, teve que trocar as cordas de lado por ser canhoto. Desta forma, compôs sua primeira música, "I Lost My Little Girl", aos 15 anos, para sua mãe, que havia morrido de câncer de mama um ano antes.

## Anos 1950 e 1960
No ano de 1957, McCartney então com 15 anos conheceu John Lennon ao assistir ao show de uma banda chamada Quarrymen em Woolton (subúrbio de Liverpool). Esta seria a banda que daria origem aos The Beatles. No início, a tia de John desaprovou a amizade dos dois pois McCartney vinha da classe operária. A entrada de McCartney para a banda se deu após Lennon ver McCartney tocar a canção "Twenty Flight Rock" de Eddie Cochran. John Lennon acabou convidando-o para entrar para a banda. Os dois começaram a compor juntos algumas canções. Em 1958, McCartney convenceu Lennon a aceitar George Harrison na banda. Lennon estava relutante ao aceitá-lo já que Harrison era considerado muito novo. Após a entrada de Harrison, Stuart Sutcliffe, amigo da escola de artes de John Lennon, entrou para a banda como baixista.
Os Quarrymen mudaram de nome várias vezes até começarem a se chamar The Beatles. Em 1960, a banda foi pela primeira vez tocar em Hamburgo. Na época, Jim McCartney relutou bastante em deixar seu filho ainda adolescente ir a Hamburgo. Paul e o baterista Pete Best acabaram sendo deportados da Alemanha após darem início a um pequeno incêndio no local onde estavam hospedados.

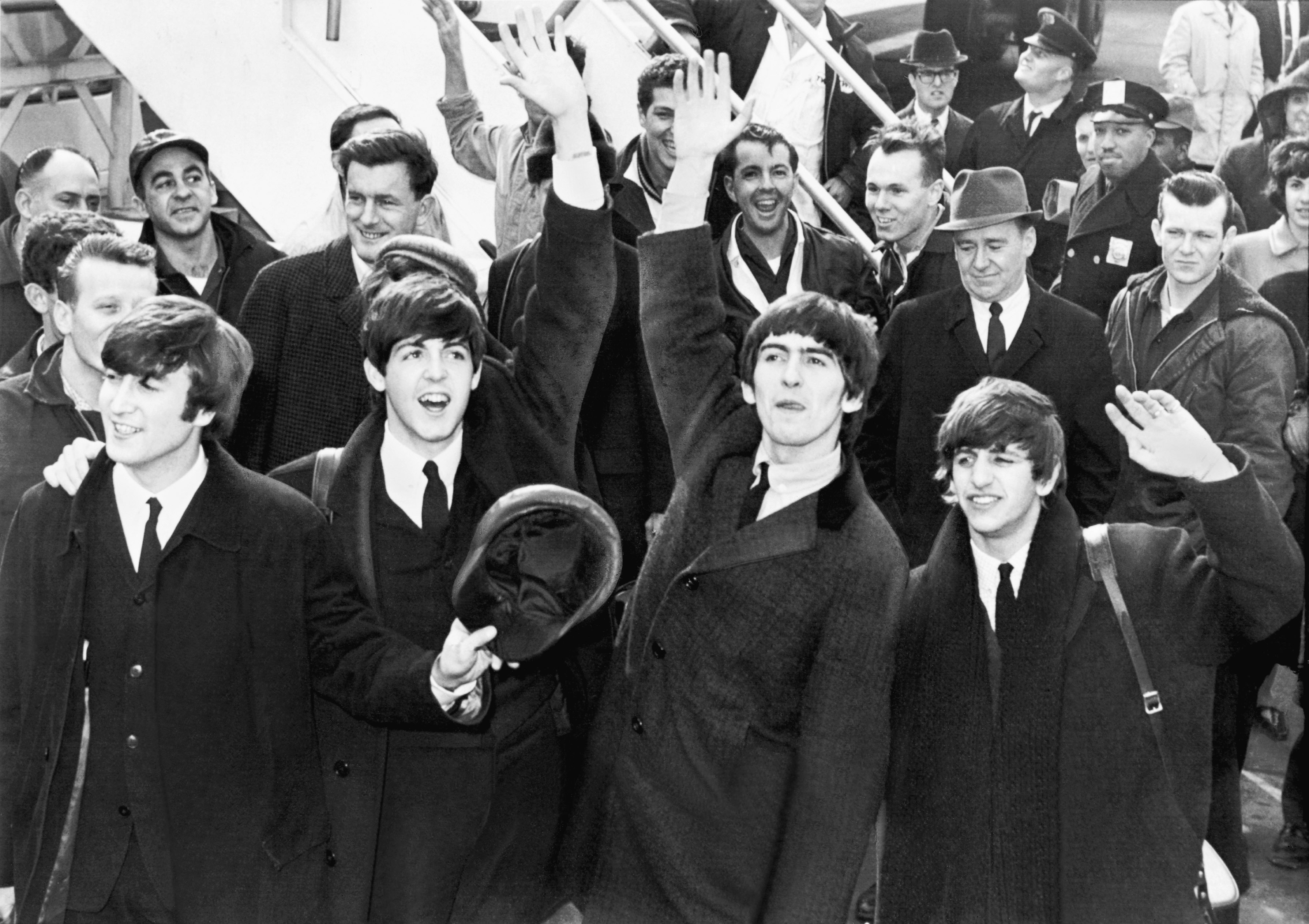
Os Beatles quando chegaram no Aeroporto JFK, Nova Iorque, em 7 de fevereiro de 1964. Essa primeira visita dos Beatles aos Estados Unidos é um dos momentos fundamentais da história da banda e, mais amplamente, do rock mundial

Em 21 de março de 1961, os Beatles fizeram seu primeiro show no Cavern Club. Após Paul McCartney notar que outras bandas de Liverpool tocavam as mesmos covers que eles, ele e John se intensificaram em compor novas canções. No mesmo ano, os Beatles retornaram a Hamburgo para fazer shows em clubes noturnos; neste momento Paul passou a tocar baixo, pois Stuart Sutcliffe largara a banda e então os Beatles se tornaram um quarteto com dois guitarristas (John e George), um contrabaixista (Paul) e um baterista (Pete). Foi ainda no mesmo ano que os Beatles conheceram Brian Epstein e logo depois conseguiram o contrato com a EMI Parlophone após serem recusados pela Decca Records. Com a assinatura do contrato, Pete, o baterista, foi dispensado e em seu lugar entrou Ringo Starr.
Nos Beatles, McCartney formou junto a John Lennon uma dupla de compositores, e combinaram que mesmo quando alguma canção fosse escrita só por um deles, ela traria a assinatura de Lennon/McCartney. Nos Beatles, McCartney era o que mais escrevia canções românticas. São de sua autoria canções como "Yesterday", "And I Love Her", "Michelle" e "Here There and Everywhere". Embora Paul sempre fosse acusado de só escrever baladas, ele também escreveu várias canções com um estilo mais pesado como "Back In The USSR", "Helter Skelter" e "The End". A canção "Yesterday" é a mais regravada por outros artistas em todos os tempos. Nos anos 60, Paul ainda escreveu canções para outros músicos entre elas "A World Without Love" gravada por Peter & Gordon que atingiu o primeiro lugar nas paradas de sucesso). Em 1966 os Beatles, no auge da fama, pararam de fazer shows ao vivo. No mesmo ano, Paul McCartney foi o primeiro beatle a desenvolver um projeto musical solo, onde compôs a trilha sonora para o filme televisivo The Family Way. Pelo trabalho, McCartney ganhou o prêmio Ivor Novello como melhor tema instrumental.
Depois que Brian Epstein morreu em 1967, McCartney tornou-se a figura central da banda, o que acabou gerando conflitos com Lennon. Ele e Lennon também entraram em conflito na hora de escolher um novo empresário para a banda. Em 1969, McCartney tentou convencer os outros beatles de voltarem a fazer apresentações ao vivo. Neste mesmo ano, por sua sugestão os Beatles gravaram o filme/documentário Let It Be pensando que isto os reaproximaria, o que não aconteceu. Em dia 10 de abril de 1970 Paul McCartney anunciou publicamente o fim dos Beatles em entrevista coletiva e anunciou o lançamento de seu primeiro álbum solo. Embora eles já não quisessem mais continuar juntos, a entrevista antecipada de Paul sem o consentimento dos demais integrantes gerou mágoas a ponto de ser acusado por eles de traidor.
McCartney admitiu que se refugiou no álcool para lidar com o fim da banda em abril de 1970 e quase desistiu da música.
O lançamento do álbum Let It Be quase um mês depois da declaração oficial do fim dos Beatles deixou Paul insatisfeito. A produção do álbum foi entregue a Phil Spector, e McCartney ficou desapontado com o tratamento que Phil deu a suas canções, principalmente em "The Long and Winding Road".

## Anos 1970

### Carreira solo
Em seu primeiro álbum após o fim do Beatles, McCartney, Paul escreveu todas as canções, gravou todos os instrumentos e produziu o disco em um estúdio particular de sua casa, com Linda fazendo os vocais de apoio. O disco foi considerado caseiro demais para os críticos, mas mesmo assim McCartney conseguiu fazer sucesso com a canção "Maybe I'm Amazed" e "Every Night".
Em 1971, McCartney lançou o compacto Another Day, que alcançou sucesso. Ainda no mesmo ano, junto com sua mulher, lançou outro álbum solo, Ram, com alfinetadas ao seu ex-parceiro musical, John Lennon (como na canção "Too Many People"). Mais tarde John Lennon responderia com a canção "How Do You Sleep?" atacando McCartney. O álbum ainda trazia uma foto de dois besouros (beetles em inglês) copulando em referência aos Beatles. Assim como John Lennon fez com Yoko Ono, Paul McCartney insistiu para que Linda McCartney se tornasse sua parceira musical e ela, assim como Yoko, recebeu através dos anos várias críticas por falta de talento musical. Mas o álbum Ram é considerado por muitos como um dos melhores de sua carreira solo, e a canção "Uncle Albert/Admiral Halsey" foi o maior sucesso comercial do álbum.

### Com os Wings
Depois do disco solo Ram, ainda em 1971, Paul voltaria a formar uma nova banda, os Wings. Sua nova banda teve durante os anos de sua existência como integrantes fixos Paul McCartney, Denny Laine (ex-Moody Blues) na guitarra e Linda McCartney nos teclados. Outros integrantes não eram fixos como os três.

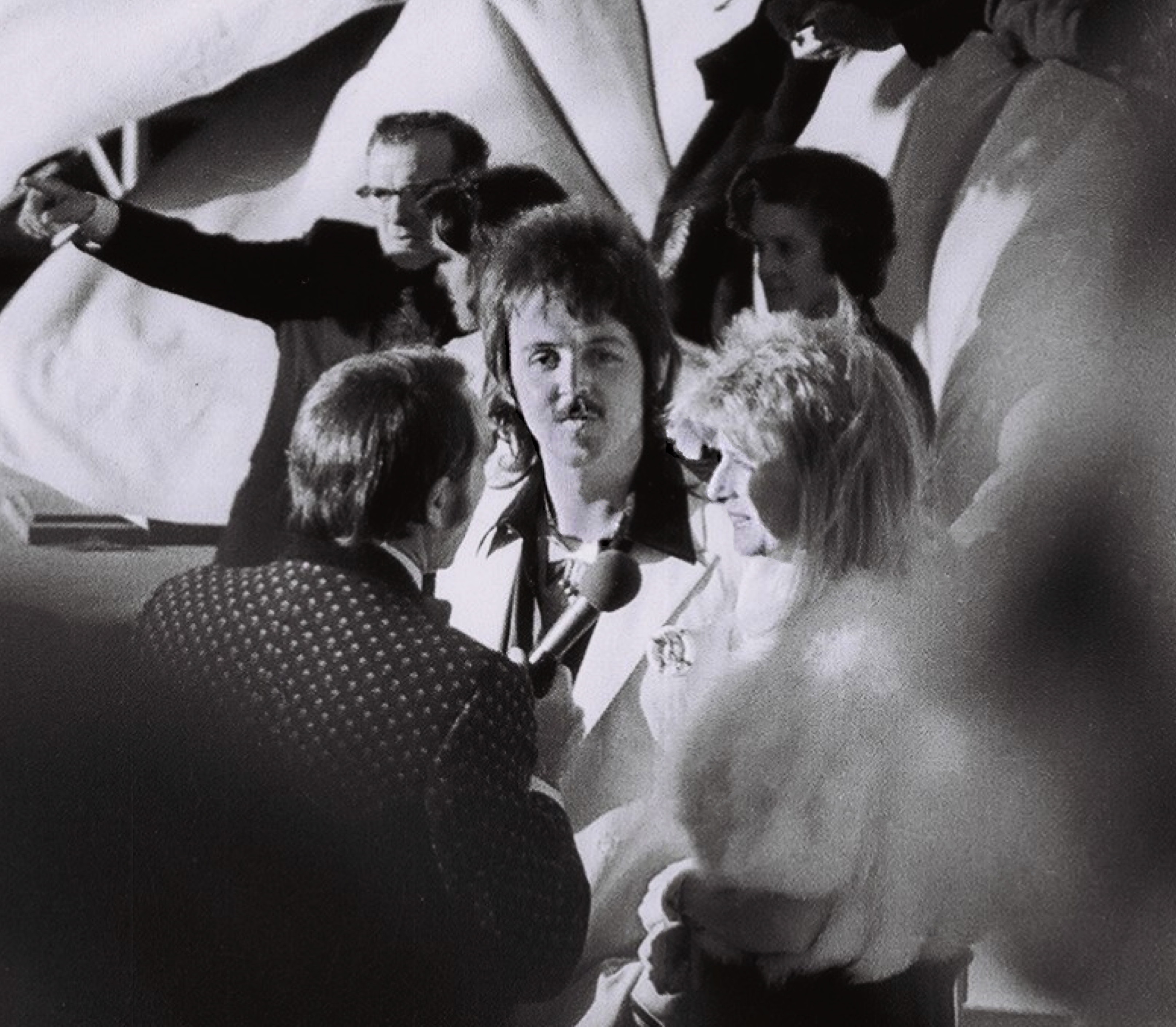
Paul e Linda McCartney em 1973, com quem formou o Wings

Os Wings lançaram seu primeiro trabalho em 1972, Wild Life. No mesmo ano, os Wings apresentaram-se pela primeira vez ao vivo em algumas universidades inglesas. Em 1973 o grupo lançou o álbum Red Rose Speedway. Pela primeira vez a banda atingiria o primeiro lugar nas paradas de sucesso, com este álbum e com a canção "My Love". No mesmo ano, a banda lançou a canção "Live And Let Die", parte da trilha sonora do filme de 007 - James Bond: Viva e Deixe Morrer.
O álbum seguinte foi o álbum de maior sucesso da banda, Band on the Run, eleito o disco do ano, apresentando hits como "Jet" e a faixa-título e a faixa "Let Me Roll It" em resposta a provocação de John Lennon em "How Do You Sleep?" do álbum Imagine. Em 1974 os Wings lançaram o álbum Venus and Mars e no ano seguinte o álbum Wings at the Speed of Sound com "Let 'Em In" e a canção "Silly Love Songs", como maior sucesso.
Em "Tomorrow", no álbum Wild Life, Paul responde à ironia de Lennon em "How do You Sleep?" - "The only thing you could make was Yesterday". (Yesterday <> Tomorrow)
A banda fez uma turnê mundial em 1975–1976 registrada no álbum Wings Over America. Em 1977 a canção "Mull of Kintyre" se tornou o grande sucesso de Paul McCartney em parceria com Denny Laine. No ano seguinte, a banda lançou o álbum London Town, seu disco mais vendido que trouxe o sucesso "With A Little Luck". Em 1978 foi a vez do álbum Back to the Egg que contou com a participação de Pete Townshend (The Who), David Gilmour (Pink Floyd), John Paul Jones e John Bonham (ambos do Led Zeppelin) nas canções "Rockestra Theme" e "So Glad to See You Here".
Em 1979, Paul McCartney organizou o show Concert for the People of Kampuchea. Participaram do show não só os Wings mas como também o Queen, The Who, Pretenders, The Clash e Elvis Costello entre outros. Logo após, o Wings partiu numa turnê ao Japão, onde McCartney, ao desembarcar no aeroporto, foi detido por porte de maconha e ficou preso por oito dias. Era o fim da banda.

## Anos 1980

### A morte de John Lennon
Numa entrevista em 1980, McCartney disse que a última vez que viu Lennon foi quando eles assistiram ao programa de TV Saturday Night Live juntos em maio de 1976, onde Lorne Michaels fez uma proposta de US$ 3 mil para reunir Lennon, McCartney, Harrison e Starr em um show. McCartney e Lennon tinham considerado a proposta mas estavam cansados demais para seguir até o estúdio. Na manhã de 9 de dezembro de 1980, McCartney acordou com as notícias do assassinato de John Lennon. A morte de John Lennon criou um frenesi em torno dos outros Beatles vivos. Na tarde de 9 de dezembro, ao sair de um estúdio na Oxford Street, McCartney ficou rodeado de jornalistas perguntado a respeito da morte de Lennon. McCartney disse, "Eu estou chocado - isto é uma notícia terrível" e disse ainda que passou o dia no estúdio por não querer ficar em casa sentado sem fazer nada." McCartney foi muito criticado pela frieza com que recebeu a notícia da morte de John Lennon. Em entrevista para a revista Playboy em 1984, McCartney disse que ele ficou assistindo ao noticiário na televisão aquela noite e chorou a noite inteira. Ele relembrou ainda do seu último telefonema a John Lennon, pouco após o lançamento do álbum Double Fantasy de John e Yoko. Segundo McCartney, no telefonema Lennon disse rindo a Paul, "Esta dona de casa quer uma carreira!". No artigo, "dona de casa" foi usado em referência ao termo esposo-Lennon, pois neste período Lennon estava engajado com o estilo de vida doméstico, partilhando mais tempo com sua família e pensando em continuar sua carreira.
Após a morte de Lennon, McCartney voltou ao trabalho mas ficou durante muito tempo sem tocar ao vivo. Ele explicou que isto era devido ao nervosismo de ser o próximo a ser assassinado. Isto entrou em desacordo com Denny Laine, que queria continuar a fazer shows. Em 1981, seis meses após a morte de Lennon, McCartney fez parte da vocalização do tributo de George Harrison a Lennon, na canção "All Those Years Ago", junto com Ringo Starr.

### Novos álbuns solo
Seu primeiro álbum solo da década foi o McCartney II, com ênfase em sintetizadores ao invés de guitarras. A canção "Coming Up" atingiu o segundo lugar na Inglaterra e primeiro nos Estados Unidos, e "Waterfalls" foi outro Top 10 inglês.
O álbum seguinte, Tug of War, de 1982, marcou a reunião com o produtor dos Beatles, George Martin, e com Ringo Starr. McCartney cantou no álbum em dueto, com Stevie Wonder em "Ebony and Ivory" e fez um tributo a Lennon, "Here Today". O álbum se tornou um de seus maiores sucessos em toda sua carreira solo. Ringo Starr tocou bateria em "Take It Away". Carl Perkins cantou em dueto com Paul a canção "Get it" e Stevie Wonder as canções "Ebony and Ivory" e "What's That You're Doing?". No mesmo ano, Paul gravou uma canção com o megastar pop emergente Michael Jackson ("The Girl is Mine"), que foi lançada no álbum de Michael, Thriller.
No ano seguinte, McCartney lançou o álbum Pipes of Peace e alcançou sucesso com as canções "Pipes of Peace", "So Bad" e "Say, Say, Say", esta última em parceria novamente com agora então consagrado Michael Jackson. O álbum trazia novamente a participação de vários artistas além de Michael Jackson, Ringo Starr, Eric Stewart e Denny Laine (ex-Wings), além da produção novamente de George Martin.
McCartney escreveu e atuou no filme Give My Regards to Broad Street, de 1984. A trilha sonora atingiu o Top 10 americano e inglês assim como a canção "No More Lonely Nights" (que contou com a participação de David Gilmour, guitarrista da banda britânica Pink Floyd na guitarra solo), mas o filme não se saiu bem comercialmente e recebeu críticas negativas. No filme, atuaram junto a McCartney sua mulher, Linda, o ex-beatle Ringo Starr e sua mulher Barbara Bach e a atriz Tracey Ullman. No final do mesmo ano, McCartney lançou a canção "We All Stand Together", canção principal do desenho animado Rupert and the Frog Song e escreveu e cantou a canção principal do filme Spies Like Us.
A amizade de Paul McCartney e Michael Jackson acabou em pouco tempo. Eles se tornaram amigos na época da gravação das canções "The Girl is Mine" e "Say Say Say". Após o lançamento de Thriller, Michael tornou-se um dos maiores megastars do mundo pop e acabou comprando o catálogo da Northern Song, com isso tornou-se dono dos direitos autorais das canções de Lennon/McCartney, para desgosto de Paul McCartney, que sempre quis comprá-las.
Em 1986 ele lançou o álbum que foi considerado um dos mais fracos de sua carreira solo: Press to Play. E em 1988 lançou Снова в СССР, com canções clássicas do rock and roll. Foi originalmente um álbum lançado somente na USSR que posteriormente teve seu lançamento mundial.
No final da década de 80, McCartney começou uma parceria com o compositor e músico Elvis Costello. As canções compostas apareceram em vários singles e em álbuns de ambos os artistas, destacando-se "Veronica" do álbum Spike de Elvis Cosltello, e "My Brave Face" do Flowers in the Dirt de Paul, ambos lançados em 1989. Este álbum, Flowers in The Dirt, atingiu o primeiro lugar na Inglaterra. Nele, Paul homenageia o líder seringueiro brasileiro assassinado em 1988 Chico Mendes, na faixa intitulada How Many People. Em 1989, McCartney embarcou em sua primeira tournê após a morte de John Lennon e a primeira pelos Estados Unidos após 13 anos; a tournê, chamada "The Paul McCartney World Tour", foi documentada no álbum Tripping the Live Fantastic.

## Anos 1990
Em abril de 1990 McCartney tocou pela primeira vez no Brasil, numa apresentação no estádio de futebol Maracanã, na cidade do Rio de Janeiro, e bateu o incrível recorde de público numa apresentação de um artista solo (184 mil pessoas). No ano seguinte, gravou um álbum acústico, "MTV Unplugged", onde apresenta alguns de seus maiores sucessos compostos quando ainda era um beatle, na versão acústica. Entre as versões novas, constam Here, There and Everywhere, Blackbird, I've Just Seen a Face, entre outras.
Em 1991, lança seu primeiro álbum de música clássica, Liverpool Oratorio. Dividindo opiniões de críticos e público, o álbum foi bem recebido comercialmente, mas considerado irregular por parte dos críticos de música clássica. Mesmo assim, o álbum apresenta uma capacidade crescente do músico em compor música erudita com razoável qualidade e o lança para esse mercado, conquistando o respeito do grande público.

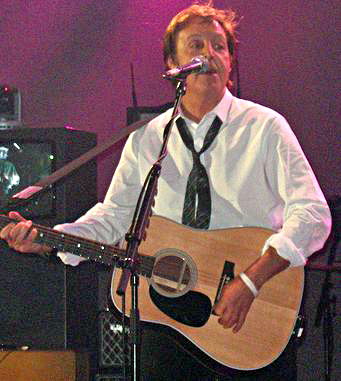
McCartney toca no BBC Electric Proms performance, em Londres, Inglaterra

Em 1993, McCartney lançou o álbum Off the Ground e a canção "Hope of Deliverance" fez um sucesso modesto. Após o disco, iniciou mais uma grandiosa turnê, a The New World Tour, que percorreu o mundo. Ainda em 1993, ele também lançou o disco ao vivo Paul is Live cuja capa tinha uma referência à lenda surgida no fim dos anos 1970 que dizia que McCartney havia morrido e sido substituído nos Beatles por um sósia. A turnê "Paul is Live" foi registrada em vídeo. Vale a pena lembrar que em 1993 Paul voltou ao Brasil fazendo uma "mini-turnê" em São Paulo e Curitiba.
No final de 1993 o músico lança nos Estados Unidos o primeiro álbum sob o pseudônimo The Fireman, em parceria com Youth. Strawbery, Ocean, Ships, Forest marca as incursões de Paul McCartney no gênero eletrônico-instrumental Trance Music. Por esta razão, o álbum — bastante experimental — foi lançado na total obscuridade e, até hoje, é mais considerado como item de colecionador do que propriamente um disco de carreira.
No ano de 1995 Paul McCartney reuniu-se com os ex-Beatles George Harrison e Ringo Starr para a realização de The Beatles Anthology, que englobou um documentário em vídeo, um livro biográfico e três CDs duplos com algumas canções inéditas (gravadas na época da existência do conjunto na década de 60) e canções conhecidas em versões diferentes. Eles também criaram duas novas canções: "Free as a Bird" (1995) e "Real Love" (1996) que mixava a voz do ex-beatle John Lennon às deles.
Em 1997 McCartney lançou o álbum Flaming Pie. O álbum foi o primeiro a atingir o Top 10 das paradas de sucessos americanas depois do lançamento de Tug of War. Pelo álbum, McCartney seria indicado ao Grammy. No ano seguinte, Linda McCartney morreria de câncer de mama.
No mesmo ano, Paul torna-se atração primordial do concerto Music For Montserrat, realizado em prol das comunidades humildes e necessitadas da Ilha de Montserrat, que sofreu e tem sofrido devido a catástrofes naturais. McCartney tocou ao lado de seus companheiros Mark Knopfler e Eric Clapton.
Em 1999 lançou o álbum Run Devil Run, com releituras de clássicos do rock além de participações de músicos consagrados como David Gilmour, Ian Paice e Mick Green. No final da década, McCartney novamente se envolveu numa discussão com a viúva de Lennon. Ao lançar um disco, McCartney queria inverter os créditos das canções de Lennon/McCartney para McCartney/Lennon, alegando que as canções em questão eram de sua autoria na época dos Beatles. Yoko Ono não aceitou a inversão.
No dia 10 de abril de 1999 Paul realizou uma homenagem à esposa Linda McCartney, no Royal Albert Hall em Londres, em memória de um ano de falecimento, intitulado: A Concert For Linda, que contou com a presença de vários artistas, entre eles: Eric Clapton, George Michael, Elvis Costello, Phil Collins, The Pretenders e Tom Jones.

## Anos 2000

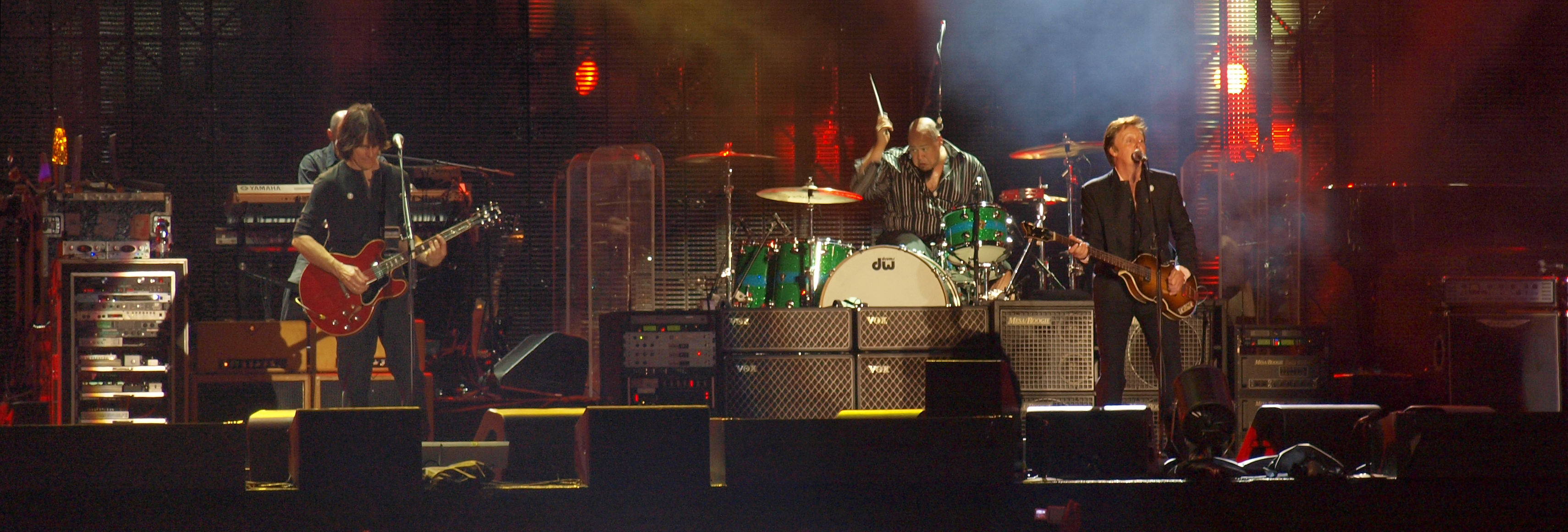
McCartney toca no The Roundhouse em 2007, para o BBC Electric Proms

Em 2001, foi lançado Wingspan, uma nova coletânea com canções dos Wings e um documentário sobre a banda em DVD, e o álbum-solo Driving Rain. Também naquele ano, Paul McCartney organizou o Concert for New York City, um espetáculo em homenagem as vítimas dos ataques de 11 de setembro no Madison Square Garden de Nova York, do qual participaram The Who, Eric Clapton, Billy Joel e Elton John, entre outros. No começo de 2002, o músico iniciou uma turnê do álbum "Driving Rain", que renderia o álbum ao vivo e o DVD Back in the US. Ele também compôs e gravou a canção título para o filme Vanilla Sky, que foi indicada ao Oscar de melhor canção, se apresentou no Super Bowl XXXVI e participou do "Party at the Palace" (em comemoração ao jubileu da rainha do Reino Unido) e ainda do Concert For George, no Royal Albert Hall de Londres, concerto em memória do primeiro ano da morte de George Harrison.
Em maio de 2003, Paul McCartney fez um show no Coliseu de Roma, tornando-se o primeiro artista a se apresentar no famoso anfiteatro italiano, e pela primeira vez se apresentou em Moscovo, tocando para 100 mil espectadores na Praça Vermelha. No ano seguinte, ele tocou no Festival de Glastonbury e no Rock in Rio Lisboa.
Em 2005, foi lançado o álbum Chaos and Creation in the Backyard, que foi indicado ao Grammy de melhor álbum. McCartney fez pela segunda vez na sua carreira o show do intervalo do Super Bowl XXXIX e participou do concerto Live 8, onde protagonizou a abertura e o fechamento. Em 2006, no Grammy Awards, ele cantou com Linkin Park e Jay-Z uma versão de "Numb/Encore" incluindo a sua música "Yesterday". Em 2007, o músico deixou a Capitol Records, selo com o qual trabalhava havia 46 anos, para assinar com a Hear Music, uma gravadora criada pela rede Starbucks, que lançou seu novo álbum Memory Almost Full, em junho.
Em 2009, segundo a empresa de eventos Concerts West, McCartney tornou-se o recordista mundial em "rapidez de venda de ingressos para um show musical", ao ter esgotados em apenas sete segundos todos os bilhetes postos à venda para um show em Las Vegas, Estados Unidos. Ainda naquele ano, McCarney participou de duas faixas do álbum Y Not, de Ringo Starr, onde tocou baixo em "Peace Dream" (esta em homenagem ao ex-beatle John Lennon) e fazendo segunda voz em "Walk With You". Em junho de 2010, o presidente estadunidense Barack Obama condecorou Paul McCartney com a medalha da Biblioteca do Congresso Gershwin Prize por sua contribuição acumulativa à canção popular mundial. Em novembro, o cantor e sua banda se apresentam pela terceira vez no Brasil - um show em Porto Alegre e outros dois em São Paulo. No mesmo ano foi homenageado e recebeu o Prêmio Kennedy.

## Anos 2010

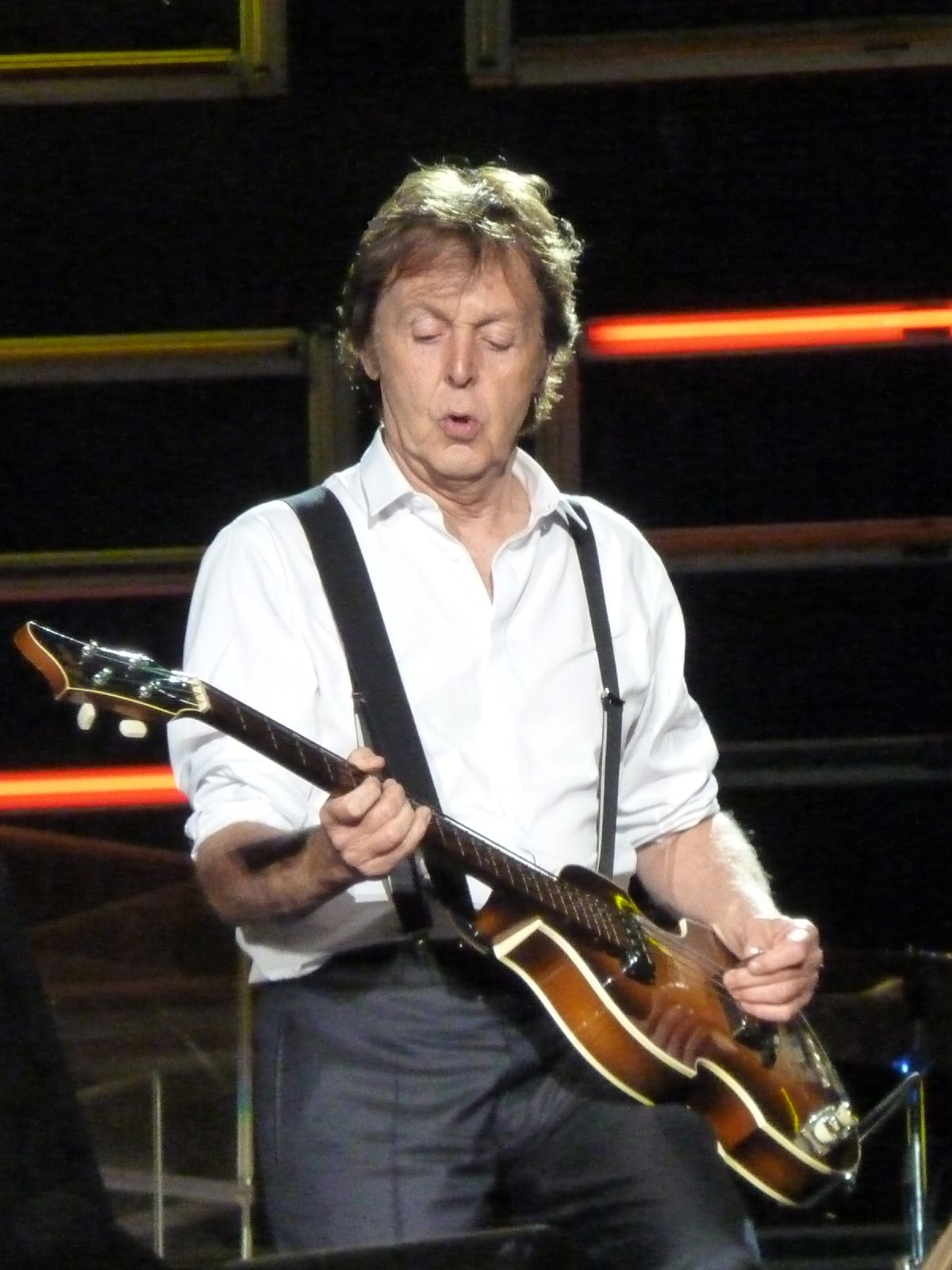
McCartney tocando em Dublin, Irlanda (2010)

Em maio de 2010, o músico retornou ao Brasil para duas apresentações. A primeira em Porto Alegre, no Estádio Beira Rio, no dia 7 de novembro, e a segunda no Estádio do Morumbi, em São Paulo, no dia 21 novembro. No ano seguinte apresentou-se no Estádio Engenhão, no Rio de Janeiro. Em 2013, ele foi galardoado com a estrela da Calçada da Fama, sendo o último ex-Beatle a receber a homenagem, e veio ao Brasil mais uma vez, desta vez para se apresentar duas vezes no Estádio do Arruda, no Recife, e uma no Estádio da Ressacada em Florianópolis.

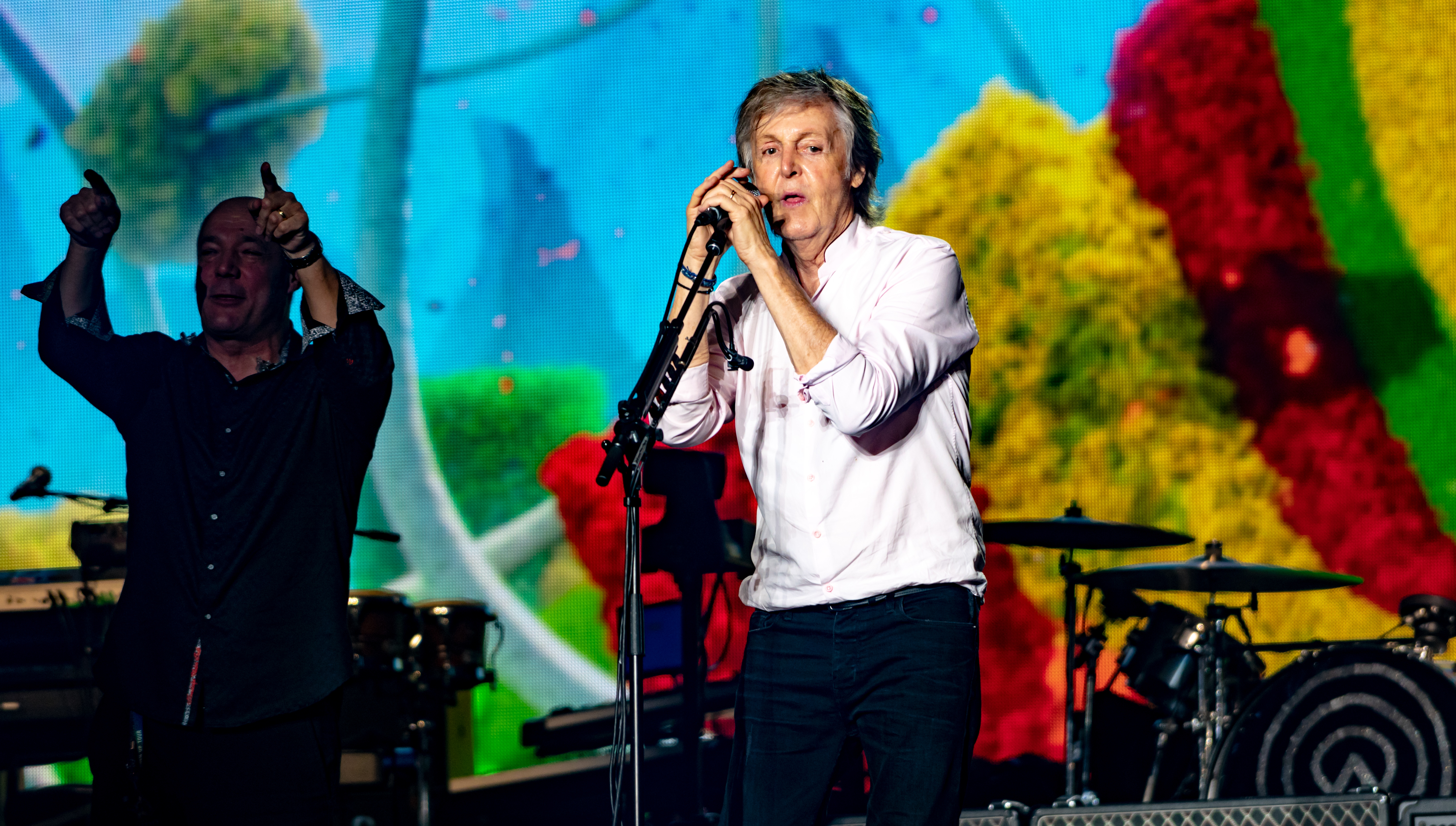
McCartney em show de 2018

Ele também cantou na cerimónia de abertura dos Jogos Olímpicos Londres 2012, onde encerrou o espetáculo pelo qual havia cobrado apenas uma libra esterlina de cachê para tocar.
No dia 4 de maio de 2013, McCartney iniciou sua nova turnê Out There, que teve sua estreia em um grandioso espetáculo no Estádio Mineirão, em Belo Horizonte, em Goiânia e também Fortaleza.
Em 10 de novembro de 2014, novamente com sua turnê Out There, apresentou-se pela primeira vez no Estádio Kleber Andrade, em Cariacica no Espírito Santo (10/11), depois no HSBC Arena no Rio de Janeiro (12/11), Estádio Nacional em Brasília (23/11) e, por fim, no Allianz Parque em São Paulo (25/11), onde fez um show extra no dia seguinte.
Em novembro de 2014 foi lançado o álbum tributo The Art of McCartney, que contou com a participação de artistas como Brian Wilson, Billy Joel, Bob Dylan, Barry Gibb, B. B. King, Alice Cooper, Kiss, Chrissie Hynde, James McCartney (filho de Paul), entre outros nomes importantes do cenário musical mundial. O álbum conta com canções da carreira de Paul nos Beatles, com sua segunda banda Wings e também em sua carreira solo.
Em janeiro de 2015, McCartney colaborou com Kanye West e Rihanna no single FourFiveSeconds. Eles lançaram um clipe para a música no mesmo mês e tocaram ao vivo no Grammy Awards de 2015 em fevereiro.
Em outubro de 2017, tocou novamente no Brasil pela turnê One on one em Porto Alegre (13/10), São Paulo (15/10), Belo Horizonte (17/10) e Salvador (20/10).
Em setembro de 2018, Paul lança seu décimo sétimo álbum, o Egypt Station, que teve sucesso no mundo com seus singles "I Don't Know", "Come On To Me", "Fuh You" e "Who Cares", mais uma música gravada em São Paulo, "Back In Brazil". O álbum foi lançado mundialmente.
Em março de 2019, Paul retornou ao Brasil com a turnê Freshen Up, em que realizou dois shows em São Paulo (26 e 27/03); e em Curitiba (30/03), 26 anos após a sua primeira passagem pela cidade.

## Anos 2020 - atualidade

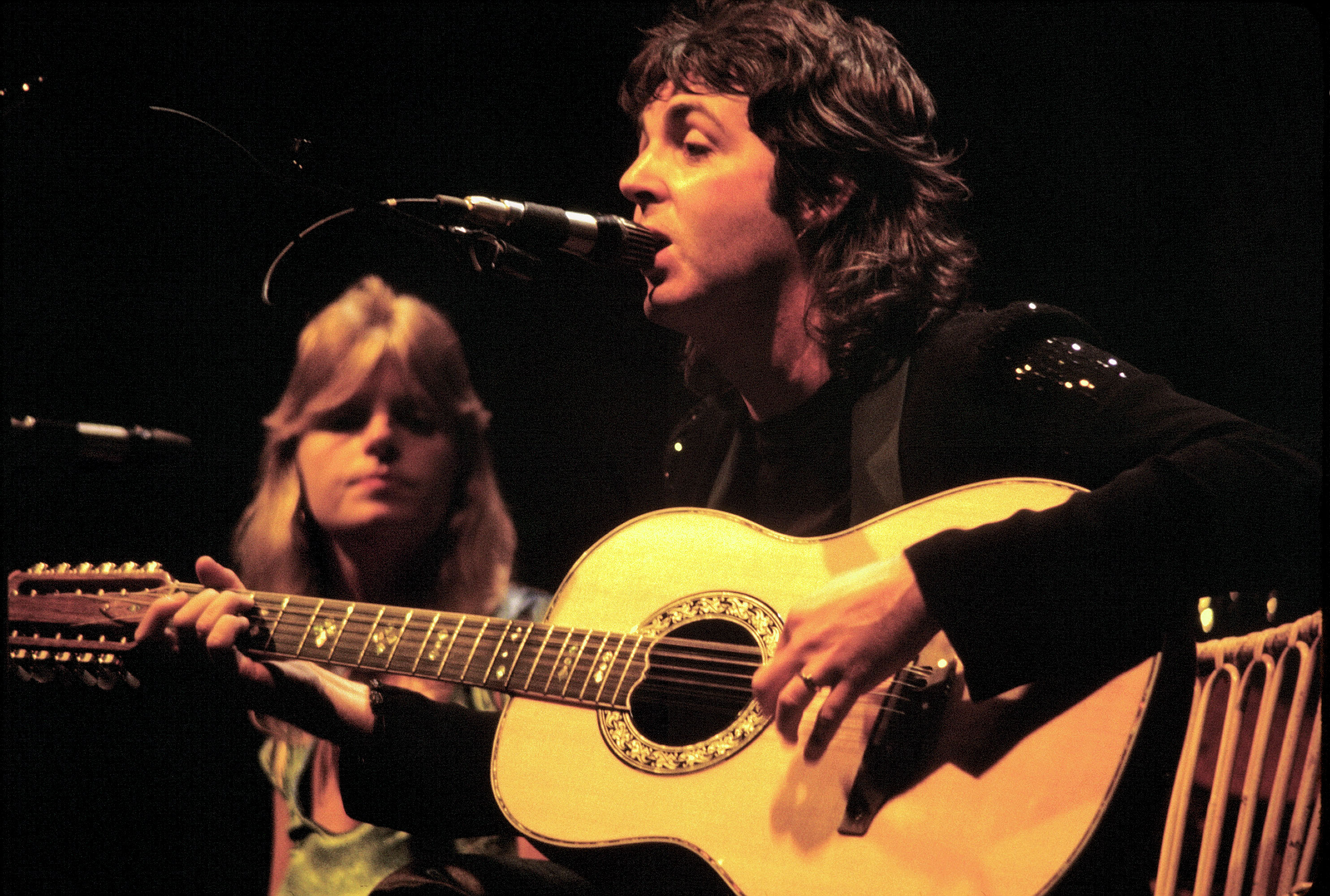
Paul_McCartney and Linda McCartney - Wings

Em 2020, durante o isolamento causado pela pandemia do Novo Coronavírus (COVID-19), Paul desenvolveu um álbum caseiro, no qual cantou, tocou todos os instrumentos e também produziu todas as músicas. Esse álbum viria a ser o fechamento de uma trilogia, iniciada logo após o fim dos Beatles, em 1970, com o álbum McCartney, em seguida veio McCartney II em 1980, marcando o fim da banda Wings. E a mudança da realidade em que vivemos ocasionou o nascimento de McCartney III, lançado em dezembro do mesmo ano.
McCartney III foi um sucesso tanto pela crítica especializada com o sucesso "Find My Way" quanto pelos fãs, alcançando o primeiro lugar nas paradas britânicas.
Paul ainda está trabalhando em um musical inspirado no filme It's a Wonderful Life, de 1946. A previsão inicial era de que esse musical seria lançado no fim de 2020, mas devido à pandemia ele se encontra sem data de lançamento.
Em 16 de abril de 2021 foi lançado o álbum de Remixes para McCartney III, chamado McCartney III Imagined, com participações de Dominic Fike (The Kiss of Venus), EOB (Slidin'), Idris Elba (Long Tailed Winter Bird) entre outros, que remixaram o álbum. Foi primeiramente lançado digitalmente, e depois fisicamente em 23 de julho de 2021.
Em 2023, McCartney anunciou, em suas redes sociais, que retornará ao Brasil com a “Got Back Tour”, realizando shows em cinco cidades (Brasília, Belo Horizonte, São Paulo, Curitiba e Rio de Janeiro), entre os dias 30 de novembro a 16 de dezembro.

## Outras atividades

### Música clássica
Paul McCartney desenvolveu outros interesses fora o rock. Em 1984, desenvolveu Eleanor's Dream, uma suíte clássica derivada do tema musical de Eleanor Rigby, em parceria com George Martin, para o filme Give My Regards To Broad Street. Em 1988, após conhecer o maestro Carl Davis, começou a desenvolver seu primeiro álbum de música clássica, chamado Paul McCartney's Liverpool Oratorio, que veio a ser lançado em outubro de 1991 após dois anos e meio de composição, arranjos e ensaios. O álbum foi composto em colaboração com Carl Davis, responsável por fazer as notações e orquestrações, e foi encomendado para celebrar o 150º aniversário da Orquestra Filarmônica Real de Liverpool com a participação de grandes nomes da ópera, como a soprano Kiri Te Kanawa e o tenor Jerry Hadley. Em outubro de 1992, uma versão abreviada do CD duplo de 1991, Selections from Liverpool Oratorio foi lançado como um único disco. Em 1995, lançou A Leaf, em formato EP, uma suíte de aproximadamente dez minutos, composta em sete partes, e executava pela primeira vez ao piano em 23 de março do mesmo ano, pela russa Anya Alxeyev, no St. James' Palace, com a presença do príncipe Charles. Em setembro de 1997, veio o seu segundo álbum clássico, Standing Stone, classificado pelo próprio McCartney como um "poema sinfônico" em homenagem aos povos celtas que supostamente habitaram a vila de Peasmarsh, onde Paul vive com sua família. A "pedra em pé", que fica em sua fazenda foi a inspiração para o trabalho. Em 2000, lançou A Garland For Linda, um álbum em homenagem a Linda McCartney que contou com composições não só de McCartney, mas também de outros nove compositores contemporâneos. Devido a McCartney figurar em apenas uma faixa (Nova), este álbum não é creditado à sua discografia. Em setembro de 2006, foi a vez de Ecce Cor Meum, seu segundo oratório, mais curto e dividido em apenas quatro movimentos. A obra foi iniciada em 1998, quando Linda se encontrava bastante debilitada pelo câncer e sua estreia ocorreu modestamente em 2001. Com a superação do luto, McCartney decidiu gravar sua obra em estúdio, no ano de 2006. Com este álbum, o ex-beatle foi finalmente reconhecido como um compositor clássico sério e faturou o prêmio de Melhor Álbum de Música Clássica da Brit Awards em 2007. Em outubro de 2011, lançou Ocean's Kingdom, seu primeiro trabalho clássico para balé. Dividida em quatro movimentos, a obra foi composta para o Balé da Cidade de Nova Iorque (NYCB New York City Ballet)), a convite de Peter Martins, em 2009. O álbum chegou ao número 1 das paradas de música clássica nos Estados Unidos e chegou ao número 2 no Reino Unido.

### Música eletrônica
Em 1995, McCartney gravou uma série de programas de rádio chamada Oobu Joobu que acabou gerando um série de álbuns bootlegs. Na década de 90, trabalhou em um projeto de música eletrônica com o baixista do Killing Joke, Youth, com pseudônimo de The Fireman, lançando três álbuns, Strawberries Oceans Ships Forest (em 1993), Rushes (em 1998) e Electric Arguments (em 2008).

### Literatura
Em 1984, McCartney escreveu e produziu a animação Rupert and the Frog Song. Em 2001, lançou o livro Blackbird Singing com alguns poemas compostos de letras de suas canções. Em 2005, lançou o livro infantil High In The Clouds: An Urban Furry Tail. Em 2021, lançou o livro Paul McCartney: Lyrics, onde conta o processo de inspiração, composição e gravação de suas músicas mais importantes.

### Jogos
Em 2014, McCartney fez uma música chamada "Hope for the Future" para a Trilha Sonora do Game Destiny.

### Ativismo
Paul e Linda McCartney tornaram-se defensores da alimentação vegetariana e dos direitos dos animais, tendo participado de um episódio da série "Os Simpsons" relacionado ao tema. Em 1999, McCartney gastou 3 milhões de libras para garantir que a comida de Linda fosse isenta de modificações feitas pela engenharia genética. Após o casamento de McCartney com Heather Mills, ele passou a apoiar a campanha contra minas terrestres. Eles foram patronos da Adopt-A-Minefield.

### Negócios
Paul McCartney é um dos homens mais ricos da Inglaterra, com um patrimônio avaliado em 670 milhões de libras. Em 1975, McCartney fundou a MPL Communications ("McCartney Productions Limited") que cuida de seus direitos autorais e também possui um catálogo de outros músicos entre eles Buddy Holly, Carl Perkins e Meredith Willson. Em setembro de 2012 foi considerado o cantor mais rico do mundo, com uma fortuna estimada em 620 milhões de euros.

## Vida pessoal
Paul McCartney é pai de cinco filhos e tem oito netos.

### Namoro com Jane Asher

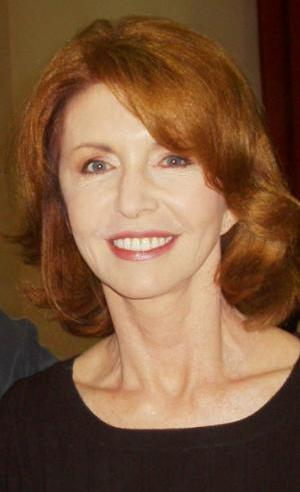
Jane Asher.

Paul McCartney foi o último beatle a se casar. Ele namorou por cinco anos a atriz Jane Asher, de quem acabou ficando noivo; porém o noivado acabou em 1968. McCartney conheceu Jane quando os Beatles foram se apresentar no Royal Albert Hall em 1963. Ela foi entrevistá-los para a BBC. Pouco tempo depois, os dois iniciaram o namoro. Não demorou muito para Paul conhecer a família de Jane. O pai de Jane era médico e ela tinha dois irmãos, Peter, da dupla Peter & Gordon, e Clare. Paul acabou indo morar com os Asher, o que durou três anos. Em 1965, McCartney comprou uma residência na 7 Cavendish Avenue por 40 mil libras. Paul escreveu diversas canções inspirado em Jane como por exemplo "And I Love Her", "You Won't See Me", "I'm Looking Through You", "Honey Pie", e "All My Loving".
Em 25 de dezembro de 1967 McCartney e Jane Asher anunciaram o noivado, logo após ela o acompanhar numa viagem para a Índia. Ela terminaria o noivado pouco tempo depois, em 1968, após voltar de Bristol e encontrar McCartney na cama com outra mulher.

### Casamento com Linda Eastman
Em 1967, McCartney conheceu Linda Eastman, uma fotógrafa norte-americana, antes do fim de seu noivado com Jane Asher, em um clube noturno de Londres. Ela estava em Londres para tirar fotos de músicos ingleses ligados ao Swinging London. Após o rompimento de McCartney e Asher, ele se encontrou com Linda em Nova York na ocasião do anúncio do lançamento da Apple Corps. Não demorou muito para os dois começarem um relacionamento.
Em 12 de março de 1969, ele se casou com Linda e adotou a filha dela, Heather. Com Linda, McCartney teve três filhos: Mary (nascida em 1969), Stella (nascida em 1971) e James (nascido em 1977). Após a separação dos Beatles, Linda tornou-se parte da carreira de McCartney. Fez parte da banda Wings e tocou piano em shows e discos solo de McCartney.
Em 1998 Linda morreu de câncer de mama em Tucson, Arizona. Na época houve rumores que sua morte foi eutanásia, porém McCartney sempre negou isso.
Em 2022, Paul McCartney tinha oito netos. Mary tem quatro filhos (Arthur Alistair Donald, 3 de abril de 1999 e Elliot Donald, 1 de agosto de 2002), e mais dois do segundo casamento com o diretor Simon Aboud, e Stella tem dois filhos (Alasdhair James Willis, 2005, e Beckett Robert Lee Willis, 2008) e duas filhas (Bailey Linda Olwyn Willis, 2006, e Reiley Dilys Stella Willis, 2010).

### Casamento com Heather Mills

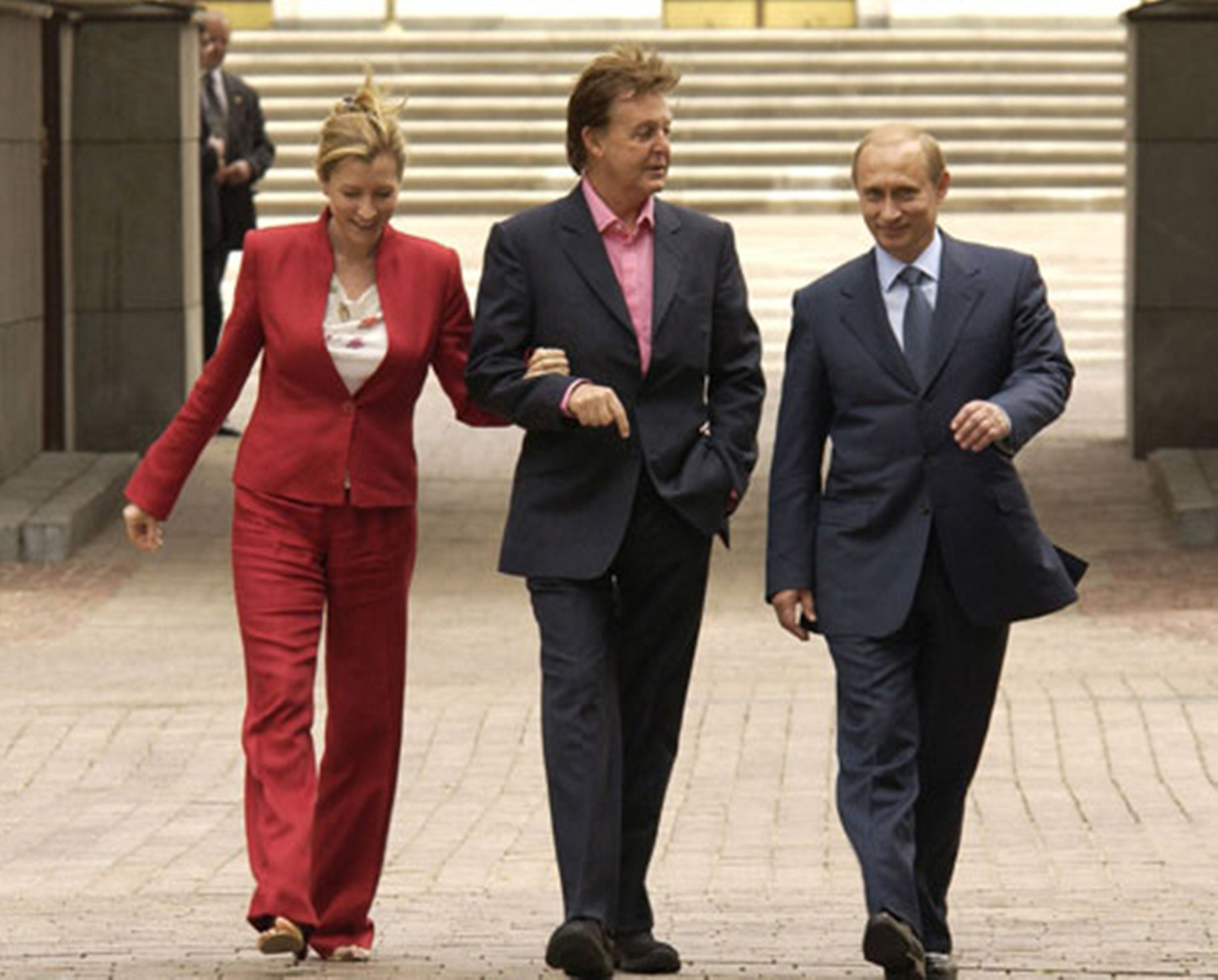
Heather e Paul McCartney com Vladimir Putin em 24 de maio de 2003

Em 11 de junho de 2002 Paul se casou com a modelo Heather Mills, na catedral protestante "Saint Salvator," do Castelo Leslie, construída no século 17, uma propriedade remota na Irlanda, com uma recepção para 300 convidados. E, como manda o figurino, Heather fez seus convidados esperar pela sua chegada. Mas tudo indica que valeu a pena os convidados terem esperado pela noiva, pois foi considerado o nº 2 entre os casamentos mais extravagantes, de acordo com a revista "People Magazine", com um custo de $ 3,2 milhões de dólares. A festa contou com algumas das mais famosas celebridades do cenário da música internacional, como: Elton John, David Gilmour, Eric Clapton, Ringo Starr, George Martin, Jools Holland, Tim Rice, Chrissie Hynde, entre outras. Em 2003 nasceu a primeira e única filha do casal, Beatrice. Em 17 de maio de 2006, sítios na internet anunciaram a separação do casal. Houve diversas sugestões, em especial de fãs e simpatizantes de Paul McCartney, de que Heather só buscava o dinheiro por trás do casamento dela com Paul, e o jornal inglês "Evening Standard" chegou a publicar, em 18 de maio de 2006, uma matéria que buscava entender a separação do casal e também esclarecendo que aquela não seria uma boa hora para uma piada de mau gosto sobre a versão de "When I'm Sixty-Four", dada a ironia de que, no mês seguinte à matéria do Standard, Paul faria 64 anos; e apesar de Paul perguntar, na canção, se "ela" ainda o amaria, a verdadeira resposta para a pergunta que Paul faz na canção era a mais triste de todas. Contudo, apesar de todas as sugestões de fãs e algumas especulações de críticos de que Heather estava "buscando o pote de ouro," tudo não passava de especulação e boatos, pois o simpático e educado ex-Beatle rebateu no mesmo dia, no seu portal da Internet, as sugestões de que ela, Heather Mills McCartney, só tinha se casado com ele "por dinheiro" e chamou-a de uma "pessoa generosa". No mesmo dia, em entrevista para o Evening Standard, Heather respondeu às acusações de ter se casado por dinheiro alegando não ser uma golpista. Em publicação do jornal inglês The Sun, foram reveladas fotos indicando que Heather teria trabalhado em um filme pornô. No entanto, após a notícia ter chegado aos jornais e televisão, os advogados de Heather pronunciaram-se, alegando que as fotos tinham sido tiradas mais de 20 anos antes da data da tal publicação no jornal e que não foram fotos para filme pornô algum, ou tampouco livro pornô como o jornal publicara inicialmente, mas fotos para uma publicação escolar sobre educação sexual.
Em 2007 eles fizeram um acordo. A imprensa anunciou que McCartney teria pago 32 milhões de libras pelo divórcio. No entanto a batalha judicial chegou ao fim em 17 de março de 2008, quando um juiz britânico decidiu que McCartney deveria pagar à ex-mulher a quantia de 24,3 milhões de libras (equivalentes a 48,6 milhões de dólares). Segundo o tabloide Daily Mail, o músico chegou a oferecer a Mills a soma de 55 milhões de libras esterlinas (110 milhões de dólares) para evitar que sua filha Beatrice, de 8 anos, fosse motivo de uma longa batalha judicial.

### Casamento com Nancy Shevell
Em 9 de outubro de 2011, Paul casou-se com a empresária americana Nancy Shevell. Stella, a filha de McCartney com Linda Eastman, a sua primeira mulher, desenhou o vestido da noiva.

### Envolvimento com drogas
Paul McCartney abandonou completamente as chamadas drogas pesadas há muitos anos, apenas manteve o seu consumo ocasional de cannabis, mas em fevereiro de 2012, a quatro meses de completar 70 anos de idade, em entrevista à edição americana da revista Rolling Stone, Paul McCartney afirmou que iria parar de fumar maconha por causa de seus netos e de sua filha com Heather Mills, Beatrice, então com 8 anos de idade:
| “ | Já fumei o suficiente. Quando você está cuidando da criação de um jovem, seu senso de responsabilidade aparece se você tiver sorte em algum momento. (...) Já chega — você não vê mais necessidade. | ” |

## Discografia
Álbuns de estúdio
- McCartney (1970)
- Ram (1971)
- McCartney II (1980)
- Tug of War (1982)
- Pipes of Peace (1983)
- Press to Play (1986)
- CHOBA B CCCP (1988)
- Flowers in the Dirt (1989)
- Off the Ground (1993)
- Flaming Pie (1997)
- Run Devil Run (1999)
- Driving Rain (2001)
- Chaos and Creation in the Backyard (2005)
- Memory Almost Full (2007)
- Kisses on the Bottom (2012)
- New (2013)
- Egypt Station (2018)
- McCartney III (2020)

Com os Wings
- Wild Life (1971)
- Red Rose Speedway (1973)
- Band on the Run (1973)
- Venus and Mars (1975)
- Wings at the Speed of Sound (1976)
- London Town (1978)
- Back to the Egg (1979)
- Wingspan: Hits and History (2001)

Com o The Fireman
- Strawberries, Oceans, Ships, Forest (1993)
- Rushes (1998)
- Electric Arguments (2008)

Álbuns ao vivo
- Wings Over America (1976)
- Tripping the Live Fantastic (1990)
- Tripping the Live Fantastic - Highlights! (1990)
- Unplugged (The Official Bootleg) (1991)
- Paul is Live! (1993)
- Back in the US (2002)
- Back in the World (2003)
- Amoeba's Secret (2007)
- Good Evening New York City (2009)
- Paul McCartney Live in Los Angeles (2010)
- Amoeba Gig (2019)

Coletâneas
- Wings Greatest (1978)
- All the Best! (1987)
- Wingspan: Hits and History (2001)
- Pure McCartney (2016)

Trilhas sonoras
- The Family Way (1967)
- Give My Regards to Broad Street (1984)

Álbuns experimentais
- Thrillington (1977)
- Liverpool Sound Collage (2000)
- Twin Freaks (2005)
- McCartney III Imagined (2021)

Álbuns de música clássica
- Liverpool Oratorio (1991)
- A Leaf (1995)
- Standing Stone (1997)
- Working Classical (1999)
- Ecce Cor Meum (2006)
- Ocean's Kingdom (2011)

## Filmes
- Somente Paul McCartney
  - Give My Regards to Broad Street (1983)
  - Put It There
  - Get Back (1990) (show)
  - Paul is Live (1993) (show)
  - Liverpool Oratorio (show)
  - Standing Stone (show)
  - Live at Cavern Club (1999) (show)
  - Back in The U.S. (2002) (show)
  - Live in Red Square (2003) (show)
  - The Space Within US (2006) (show)
  - The McCartney Years (2007) (Documentário; cenas nos bastidores; vídeos e shows)
  - Good Evening New York City (2009) (show)

- Com os Beatles:
  - A Hard Day's Night (1964) (filme)
  - Help! (1965) (filme)
  - Magical Mystery Tour (1967) (filme)
  - Yellow Submarine (1968) (personagem)
  - Let it Be (1969) (filme)

- Com o Wings:
  - Rockshow (1976) (show)
  - Wingspan: Hits and History (documentário)

- Participações em espetáculos:
  - Music for Montserrat
  - Knebworth
  - Paul McCartney and Friends
  - The PETA Concert for Party Animals
  - Concert for NYC
  - Party at The Palace
  - Saturday Night Live, Vol4
  - Concert for George
  - Live 8 Em 2005
  - Live Aid Em 1985